# Jeanna Bauck
Jeanna Bauck (Stockholm, 19 augustus 1840 - München, 27 mei 1926) was een Zweeds-Duitse schilderes die bekend staat zowel om haar landschaps- en portretschilderijen als haar vriendschap met Bertha Wegmann en Paula Modersohn-Becker. 

## Biografie
Jeanna Bauck werd in 1840 geboren in Stockholm als dochter van een in Duitsland geboren componist en muziekcriticus Carl Wilhelm Bauck (1808-1877) en een Zweedse moeder, Dorothea Fredrique (1806-1834). Ze had nog een zus, Hanna Lucia Bauck, en twee oudere broers, Emanuel Bauck, en Johannes Bauck. Jeanna groeide op in Stockholm en bleef tot 1863 in Zweden wonen waarna ze naar Duitsland verhuisde om schilderkunst te studeren, eerst in Dresden en vervolgens in München, waar ze de Deense portretschilder Bertha Wegmann ontmoette. De twee werden vrienden voor het leven, woonden samen, deelden een studio en reisden naar Italië en Parijs, waar ze een aantal jaren woonden voordat ze terugkeerden naar München.
Jeanna Bauck overleed in 1926 in München, op 85-jarige leeftijd. 

## Carrière
Bauck begon haar kunstopleiding onder Adolf Ehrhardt in Dresden, vervolgens onder Albert Flamm in Düsseldorf en daarna Joseph Brandt in München. Het grootste deel van haar landschapstraining was ook in München onder de voogdij van de aan de Academie opgeleide schilder Johann Diedrich Christian Langko, die gedurende zijn hele carrière met name werd geïnspireerd door de schilderschool van Barbizon. De meeste schilderijen die tijdens Baucks carrière zijn gemaakt, evenals die van haar leraar, vallen onder de Barbizon-stijl.
Bauck begon haar carrière met het schilderen van bijna uitsluitend landschappen, met matig succes. Later breidde ze dit uit met portretschilderen en tegen het einde van de jaren 1890 produceerde ze gelijke hoeveelheden van beide. In de loop van haar carrière won ze prijzen op tentoonstellingen in binnen- en buitenland en waren haar werken te zien in galerieën in Stockholm en Triëst.
In 1880 verhuisde Bauck naar Parijs en deelde een studio met haar vriendin Bertha Wegmann. Gedurende deze tijd schilderde Bauck een portret van Wegmann getiteld De Deense kunstenaar Bertha Wegmann die een portret schildert en Wegmann schilderde, naast een twintigtal andere portretten, haar bekende portret van Bauck, Målarinnan Jeanna Bauck. Ook tijdens hun verblijf in Parijs toonden zowel Bauck als Wegmann werken in de Parijse Salons van 1881 en 1882.
In 1897 woonde Bauck in Berlijn en gaf ze avondlessen in schilderen aan het Verein der Berliner Künstlerinnen. Daar ontmoette ze de toen eenentwintigjarige studente Paula Modersohn-Becker, die Bauck later zou omschrijven als haar favoriete leraar. Becker werd later een invloedrijke vroeg-expressionistische schilder.
Werken van Bauck werd tentoongesteld op de wereldtentoonstelling van Chicago in 1893 en twee van haar werken (Portrait of a man en A Woodland Lake) werden opgenomen in het boek Women Painters of the World uit 1905.

## Werken (selectie)

Bertha Wegmann die een portret schildert
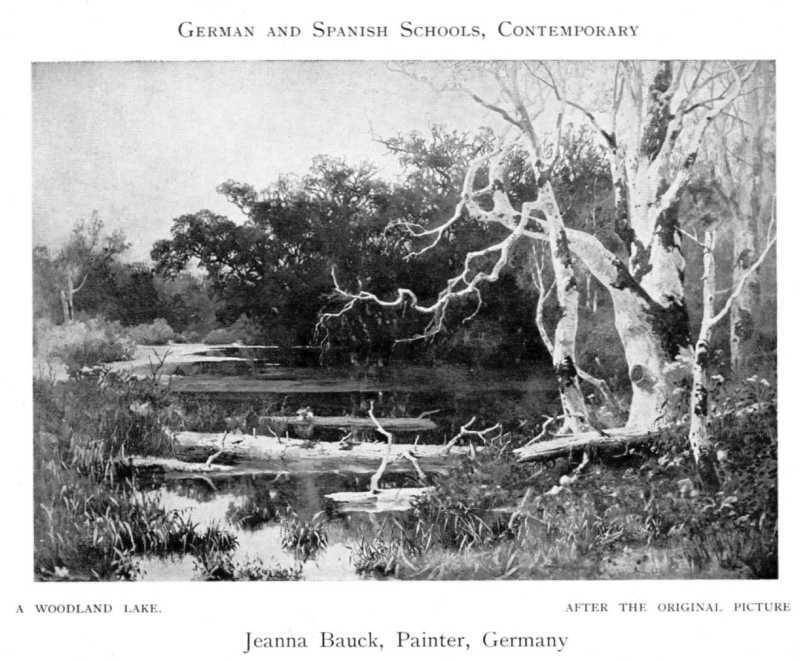
A woodland lake (Women Painters of the World)
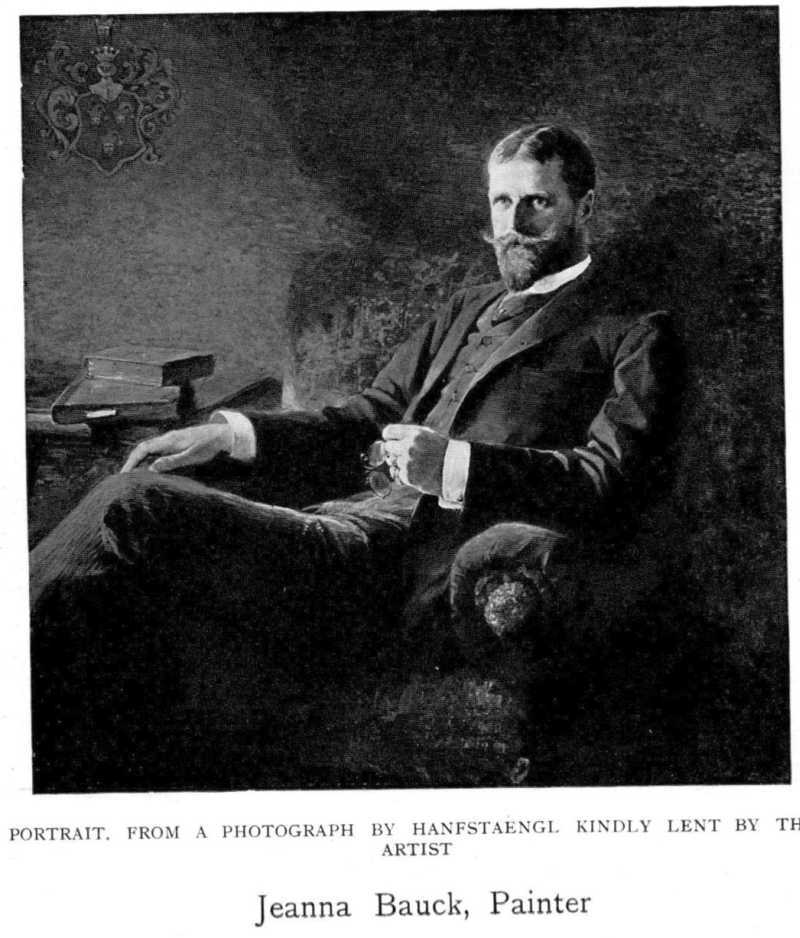
Portret van een man (Women Painters of the World)
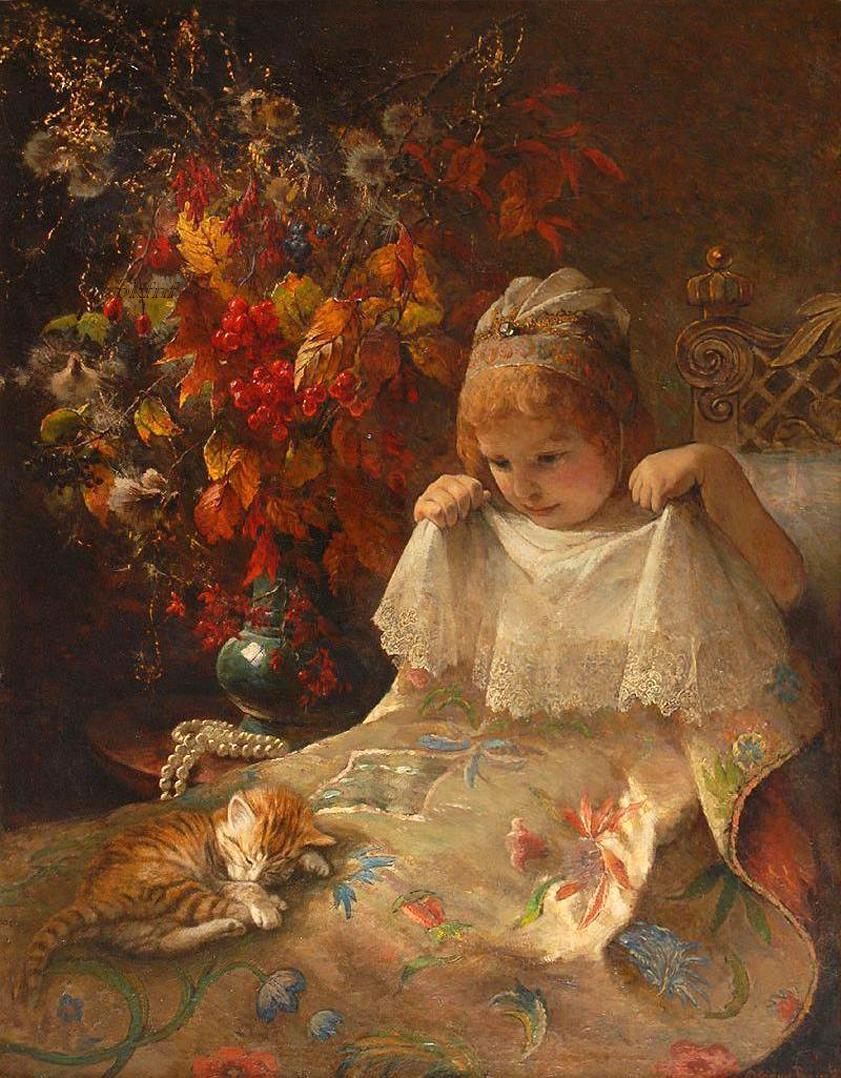
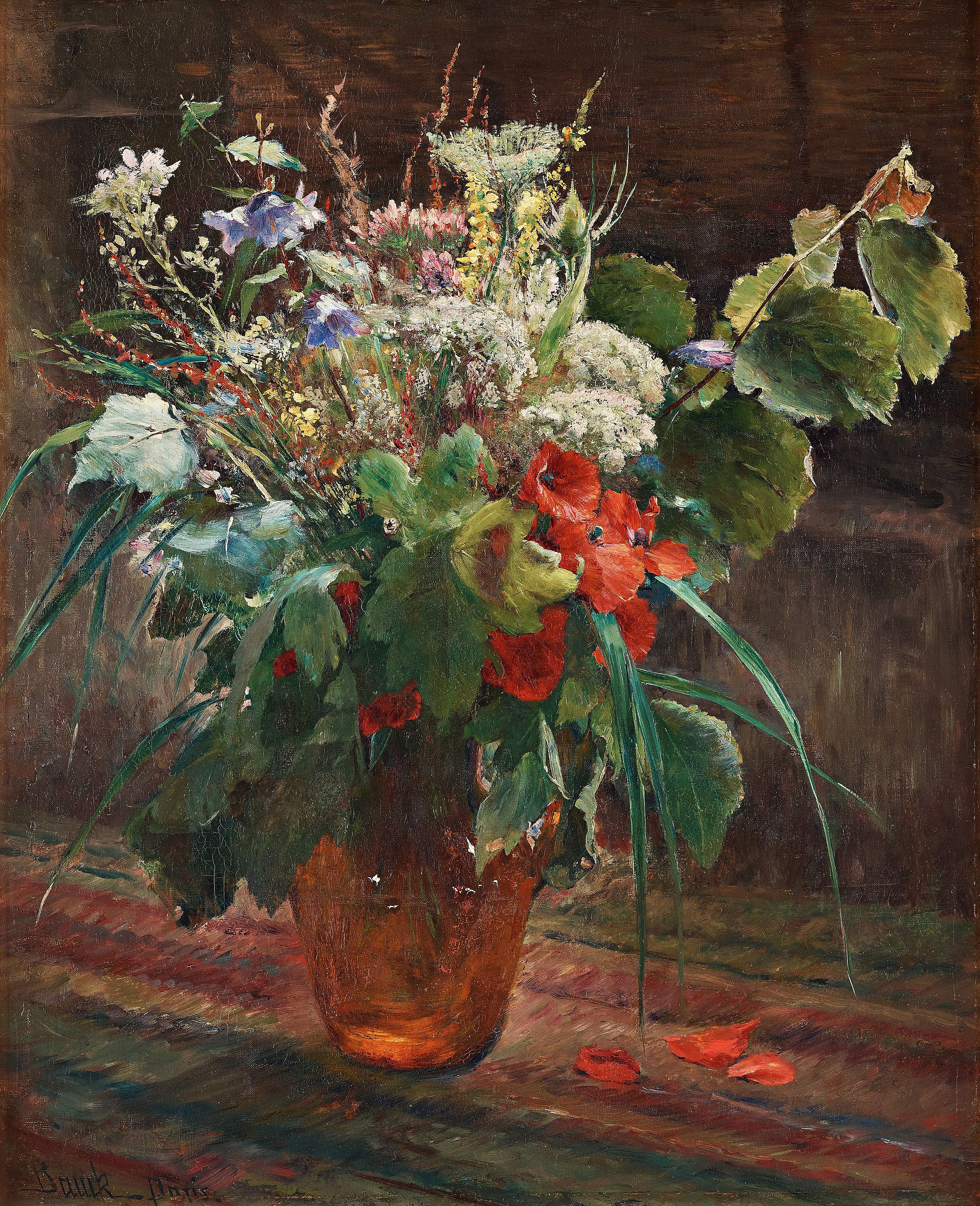
Stilleven (circa 1900)
De zus van de schilder (1900)

- Gemeinsame Normdatei: 1078962472
- KulturNav: f226415c-7b9e-4fe7-b0e9-7c634cc94d44
- Library of Congress Control Number: nr94021628
- RKD-Nederlands Instituut voor Kunstgeschiedenis: 269729
- Union List of Artist Names: 500033151
- Virtual International Authority File: 1625162669483955500008